# ポール・レイシー
ポール・レイシー（Paul Raci、1948年4月7日 - ）はアメリカ合衆国の俳優である。

## 来歴
1948年4月7日、イリノイ州シカゴのポーランド系の家庭に生まれる。レイシーの両親はろう者であったため、彼自身もアメリカ手話を流暢に使うことができる。アメリカ海軍に従軍後、1987年、映画『レンタ・コップ』に端役で出演し、俳優としてのキャリアをスタートさせた。
2020年、『サウンド・オブ・メタル ～聞こえるということ～』に出演、主人公をサポートする聴覚障害者コミュニティの運営者ジョーを演じた。本作における彼の演技は広く賞賛され、ボストン映画批評家協会賞やナショナル・ボード・オブ・レビュー賞、全米映画批評家協会賞などにおいて助演男優賞を受賞した。また、第93回アカデミー賞においても助演男優賞にノミネートされた。
2024年の映画『Sing Sing（原題）』では、刑務所における演劇プログラムを主導するコーチ役を演じている。

## 主な出演

### 映画
| 年   | 題名                                                       | 役名                      | 備考                                 |
| ---- | ---------------------------------------------------------- | ------------------------- | ------------------------------------ |
| 1987 | レンタ・コップ Rent-A-Cop                                  | ウェイター                |                                      |
| 1993 | ドラゴン/ブルース・リー物語 Dragon: The Bruce Lee Story    | 悪党                      |                                      |
| 1996 | グリマーマン The Glimmer Man                               | Internal Affairs Agent #1 |                                      |
| 2004 | Fighting Tommy Riley                                       | Bob Silver                |                                      |
| 2013 | No Ordinary Hero: The SuperDeafy Movie                     | Rudy Gold                 |                                      |
| 2020 | サウンド・オブ・メタル -聞こえるということ- Sound of Metal | ジョー                    | 第95回アカデミー助演男優賞ノミネート |
| 2022 | Butcher's Crossing                                         | マクドナルド              |                                      |
| 2023 | ザ・マザー The Mother                                      | ジョーンズ                |                                      |
| 2023 | シンシン/SING SING Sing Sing                               | ブレント・ブエル          |                                      |